# Nghìn lẻ một đêm

Nghìn lẻ một đêm hay Ngàn lẻ một đêm (tiếng Ả Rập: Kitāb 'Alf Layla wa-Layla; tiếng Ba Tư: Hazâr-o Yak Šab) là bộ sưu tập các truyện dân gian Trung Đông và Nam Á được biên soạn bằng tiếng Ả Rập trong thời đại hoàng kim Hồi giáo. Tác phẩm này được sưu tập qua nhiều thế kỷ bởi nhiều tác giả, dịch giả và học giả khắp Tây Á, Trung Á, Nam Á và Bắc Phi. Bản thân các câu truyện được truy tìm nguồn gốc ngược về nền văn chương và truyện kể dân gian Ả Rập, Ba Tư, Lưỡng Hà, Ấn Độ, Do Thái và Ai Cập. Đặc biệt, nhiều truyện ban đầu là truyện dân gian từ thời đại Khalifah, trong khi đó một số truyện khác, đặc biệt là truyện nền, phần lớn có thể đã được lấy từ tác phẩm văn chương Ba Tư là Hazār Afsān (Một ngàn truyện) mà đến lượt chúng lại dựa một phần vào những yếu tố Ấn Độ.
Điểm chung của các lần xuất bản bộ truyện là truyện nền ban đầu kể về vị vua Shahryār và vợ của ông là Scheherazade. Truyện nền đã giúp kết hợp chặt chẽ xuyên suốt cho chính các truyện kể khác. Các truyện kể tiến triển từ truyện kể ban đầu này; một số truyện kể được lồng vào bên trong các truyện kể khác trong khi đó có một số truyện kể tự mình bắt đầu và kết thúc. Một số lần xuất bản chỉ có chứa vài trăm đêm trong khi đó có một số lần xuất bản có chứa đến một nghìn lẻ một đêm hay nhiều hơn. Phần lớn các truyện kể được viết theo thể văn xuôi tuy đôi khi cũng được viết theo thể thơ dành cho các bài hát, câu đố và để diễn tả cảm xúc cao độ.
Một số truyện kể được xem là rất có liên quan đến Nghìn lẻ một đêm, đặc biệt là "Aladdin và cây đèn thần", "Ali Baba và bốn mươi tên cướp", và "Thủy thủ Sinbad" lại không phải là một phần của Nghìn lẻ một đêm trong phiên bản nguyên thủy bằng tiếng Ả Rập. Chúng được Antoine Galland và các phiên dịch châu Âu đưa vào bộ truyện.

## Lịch sử

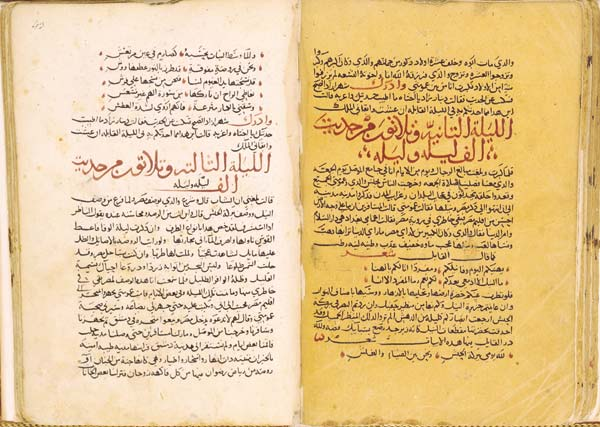
Bản viết tay tiếng Ả Rập của Nghìn lẻ một đêm ghi lại năm 1300

Vào thế kỷ 8, Baghdad trở thành một trong những thành phố quan trọng bậc nhất trên thế giới. Các nhà buôn từ Ba Tư (Iran), Ấn Độ, châu Phi và châu Âu đều có mặt ở đây. Vào thời gian đó, các câu truyện dân gian (được truyền khẩu trong nhiều năm) được thu thập và biên soạn lại thành một cuốn sách.
Những câu chuyện trong này thường là những câu chuyện dân gian truyền khẩu. Ở đâu cũng vậy, các chuyện kể dân gian không bao giờ là công trình sáng tạo của một người và có dạng hoàn chỉnh ngay từ đầu hay trong một thời gian ngắn. Cho đến một lúc nào đấy nó được những tài năng kiệt xuất chỉnh lý, định hình lần cuối cùng, rồi được nhân dân chấp nhận coi như dạng bản cuối cùng.
Những người kể chuyện rong mang những chuyện đó kể khắp nơi. Trong quá trình ấy họ gọt đẽo cách diễn tả cho thích hợp và hấp dẫn người nghe. Người ta cho rằng chính những người Ai Cập kể chuyện rong thế kỷ 12 và 13 đã làm cho các chuyện trong Nghìn lẻ một đêm thêm phong phú về nội dung, linh hoạt về hình thức và sáng sủa về từ ngữ. Ngôn ngữ dùng trong tập truyện này gắn với tiếng nói của các tầng lớp bình dân A Rập hơn là ngôn ngữ kinh viện thời bấy giờ.
Nội dung chủ yếu của những câu truyện này bắt nguồn từ một cuốn sách Ba Tư cổ tên là Hazâr Afsâna (Một nghìn truyện thần thoại).Theo R. Niconxơn trong Lịch sử văn học A Rập, năm 956 một học giả A Rập tên là Masadi đã nhắc tới tác phẩm này.
Năm 988, Mohamed Ishaq, tác giả một tập thư mục những tác phẩm văn học A Rập và nước ngoài đã nói đến việc người A Rập soạn lại tập truyện cổ Ba Tư đó. Ông viết: "Tác giả tập Truyện các tể tướng là An Jasihiyari (Agdul Al Jahshitari) bắt tay soạn một cuốn sách trong đó ông chọn một nghìn truyện của người A Rập, người Ba Tư, người Hy Lạp và nhiều dân tộc khác, các truyện đều riêng biệt không có quan hệ gì với nhau. Ông tập hợp một số người làm nghề kể chuyện lại, mời họ kể cho nghe rồi chọn những truyện hay nhất, những ngụ ngôn, cổ tích mà ông thích nhất. Là một người có tài, ông đúc kết những câu chuyện ấy lại thành bốn trăm tám mươi đêm, mỗi đêm là một truyện trọn vẹn dài trên dưới năm chục trang. Nhưng ông chết bất ngờ trước khi hoàn thành một nghìn truyện như dự định".
Theo các nhà nghiên cứu Nghìn lẻ một đêm ít ra là bản lưu truyền đến với chúng ta ngày nay được định hình rõ ràng vào khoảng cuối thế kỷ 15 ở Ai Cập. Thời kỳ này cả nước Ai Cập đã hoàn toàn theo đạo Hồi. Thật ra, sự xuất hiện của nó còn ngược lên đến thời xa xưa, bắt nguồn từ những truyện Ba Tư rất cổ và đã trải qua một thời kỳ tồn tại lâu dài trước khi được viết ra thành văn..
Nghìn lẻ một đêm như ta đã biết hiện nay, lần đầu tiên được giới thiệu với châu Âu rồi từ đó phổ cập hầu như rộng khắp trên toàn thế giới là nhờ công lao của một học giả người Pháp: Antoine Galland mà bản dịch từ khi ra đời cách đây gần ba thế kỷ đã mau chóng trở thành kinh điển.
Khi ở Paris, một hôm tình cờ đọc được một bản chép tay bảy truyện cổ A Rập, ông có ý định dịch và cho xuất bản. Sách sắp in ra thì dịch giả được biết những truyện này thực ra rút ra từ "một pho đồ sộ gồm nhiều tập đề là Nghìn lẻ một đêm". Ông liền nhờ người tìm kiếm hộ, từ Syria người ta chỉ gửi đến cho ông có bốn tập. Ông dịch ngay tập đầu tiên cho xuất bản năm 1704. Món quà nhỏ mọn như lời ông viết trong thư gửi tặng hầu tước phu nhân O, lập tức được hoan nghênh nhiệt liệt. Thành công hết sức to lớn. Cùng với hầu tước phu nhân O cả triều đình nghị viện, từ giai cấp tư sản cho đến các tầng lớp nghèo hèn, tóm lại là tất cả những ai biết đọc biết viết ở Pháp đều đổ xô vào tranh nhau tập sách.
Trong bốn năm, từ 1704 đến 1708, mười hai tập lần lượt ra đời. Năm 1709, A.Galland được một người bạn A Rập đến Paris trao thêm cho một số truyện nữa, ông lại dịch và cho in tiếp.
Chừng hai thế kỷ sau A.Galland một bản dịch tiếng Pháp khác của Nghìn lẻ một đêm ra đời. Dịch giả là tiến sĩ J.C.Mardrus. Thật ra đây là một bản dịch theo quan niệm và phong cách hoàn toàn khác. Mardrus không bỏ sót một chi tiết nào, kể cả những đoạn rườm rà dâm tục và tất cả những thơ rải rác trong các truyện.
Người đã bàn cãi khá nhiều về hai bản dịch đó. Các nhà nghiên cứu văn học đều nhất trí đánh giá cao bản dịch của A.Galland theo đúng như lời nhận xét của tạp chí Bách khoa (Pháp) số tháng một năm 1900: "Bản dịch của A.Galland cho chúng ta một ý niệm rất trung thành về tính cách và lời văn của người A Rập cũng như của bộ Nghìn lẻ một đêm". Chính vì vậy mà giờ đây bản dịch truyện của Galland được phổ biến và được người đọc đón nhận nồng nhiệt nhất.

## Nội dung
Kho tàng truyện cổ vô cùng đa dạng của Nghìn lẻ một đêm được kết nối xoay quanh một trục đơn giản: Xưa kia ở miền Đông Ả-rập, thời Sassanid có một vị vua Ba Tư Shahriyar. Vị vua ngự trị trên một hòn đảo không rõ tên "ở giữa Ấn Độ và Trung Quốc" (trong các bản dịch tiếng Ả Rập hiện nay thì ông ta là vua của Ấn Độ và Trung Quốc). Ban đầu, ông vốn là một vị hoàng đế anh minh, hiền hậu nhưng do hoàng hậu và phi tần ngoại tình nên ông đâm ra chán ghét tất cả đàn bà, tính nết trở nên hung bạo. Để thỏa cơn thịnh nộ điên loạn, cứ mỗi ngày ông ta cưới một cô gái và sau một đêm mặn nồng lại sai lính đem giết (trong một số bản: ba đêm một lần). Nhằm thoát khỏi thảm kịch, các gia đình có con gái lần lượt bỏ xứ di cư. Thấy đất nước lâm nguy, Sheherazade xin cha cho mình được một đêm hưởng ân sủng của hoàng thượng. Viên tể tướng rất đau lòng khi thấy con mình như vậy vì ông biết sau đêm đó nàng sẽ chết. Nhưng trước sự quyết tâm của con ông đành phải đem con dâng cho vua Shahriyar. Là cô gái thông minh, tài trí lại giàu nghị lực, nên sau nàng đã tìm được cách để thoát khỏi cái chết. Nàng cùng với sự giúp đỡ của em gái nàng là Dinarzade, nàng nhờ em đánh thức mình dậy khi trời sắp sáng và yêu cầu nàng kể chuyện. Những câu chuyện được sắp xếp khéo léo để đúng khi mặt trời mọc là lúc hấp dẫn nhất, nàng kín đáo dừng lại khi chuyện chưa chấm dứt khiến vua còn nóng lòng muốn nghe đoạn tiếp, không thể ra lệnh xử tử nàng.
Trong suốt một nghìn lẻ một đêm, nàng Sheherazade đã liên tục kể những chuyện về tình yêu, chiến tranh và pháp thuật, về những vị vua cũng như bọn ăn mày, về những xứ sở mà kim cương nhiều hơn đá sỏi, về những cô gái đẹp, về cả những mưu toan diễn ra trong các ngõ hẻm hay các khu chợ tại các thành phố phương Đông. Hai nàng cũng kể về những thị trấn, sa mạc, hải đảo xa xôi, nơi các vị phù thủy sử dụng pháp thuật, về các loài ngựa biết bay, chó biết nói, người hóa cá, cá lớn hơn cá voi, chim khổng lồ. Nàng kể về những cặp tình nhân trong các túp lều tồi tàn, họ có thể là người gan dạ hoặc hèn nhát, nhưng tất cả đều đa tình và biết hy sinh vì người yêu. Bối cảnh của các chuyện của nàng ở phương Đông, phần lớn xoay quanh các thành phố huyền thoại Bagdad, Cairo và Damascus. Hàng ngàn đêm trôi qua, cuối cùng nhà vua bị cảm hóa, tình yêu cuộc sống và con người trỗi dậy khiến ông ta đã quên khuấy việc giết người. Cảm phục nàng Sheherazade, vua đã bãi bỏ lệnh bắt con gái để giết một cách tàn nhẫn và đồng ý lập nàng làm hoàng hậu bằng một đám cưới linh đình, sau đó cùng nhau sống hạnh phúc đến bạc đầu và họ có với nhau ba người con trai.

## Ý nghĩa
Cũng như truyện dân gian của các nước khác, những câu chuyện trong Nghìn lẻ một đêm phản ánh nguyện vọng và ước mơ của quần chúng nhân dân trong xã hội bị áp bức, đè nén. Họ luôn luôn mong muốn được sống trong cảnh thái bình yên vui, được gặp nhiều may mắn, hạnh phúc ấm no. Khát vọng này thể hiện qua những truyện nổi tiếng nhất của tập truyện, chẳng hạn truyện Aladdin và cây đèn thần kể về chàng trai Aladdin, con của một người thợ may. Bị một phù thủy dẫn dụ xuống hang ngầm, tại đây chàng tìm thấy một cây đèn, trong đó có nhốt vị thần đèn có thể biến mọi ước mơ thành hiện thực, nhờ đó chàng trở nên giàu có và được cưới công chúa Badroulboudour. Nhiều truyện phản ánh bản chất tốt đẹp của nhân dân lao động cần cù, chăm chỉ, kiên cường dũng cảm và thông minh tài trí, giàu lòng thương người đồng thời vạch trần bản chất tàn ác của bọn vua chúa, quan lại, phú thương, phù thủy,... thể hiện chân lý thiện thắng ác, chính thắng tà, ở hiền gặp lành, và mang ý nghĩa giáo dục sâu sắc. Cuộc hành trình trên mặt biển của thủy thủ Sinbad là một ví dụ, với những cuộc phiêu lưu kỳ thú của chàng Sinbad lên một hòn đảo nhưng thực chất là một con cá khổng lồ, lạc đến một thung lũng đầy đá quý và chàng đã mưu trí trốn ra được, đâm mù mắt gã khổng lồ ăn thịt người và giết chết chúa tể của biển cả. Truyện Ali Baba và 40 tên cướp ca ngợi tài trí thông minh và dũng cảm của cô gái Morgiana đã cứu sống gia đình bác tiều phu Ali Baba khỏi những tên cướp. Câu chuyện Người câu cá với vị thần kể về một ngư phủ vớt chiếc lọ có nhốt một vị thần, nhờ tài trí mà gã ta đã khiến vị thần khuất phục và trung thành phục vụ cho mình. Với sự giúp đỡ của vị thần, gã đã cứu hoàng tử khỏi pháp thuật và được tưởng thưởng xứng đáng.
Với hàng trăm câu chuyện hoàn chỉnh, bao gồm truyện lịch sử, truyện tình, bi kịch, hài kịch, thơ, truyện hài và truyền thuyết Hồi giáo cấu thành tác phẩm, Nghìn lẻ một đêm có một giá trị hết sức to lớn trong việc phản ánh một thế giới muôn mặt trong đời sống hiện thực xã hội Arap thời Trung cổ, thông qua một óc tưởng tượng cực kỳ phong phú, chủ đề vô cùng khác lạ, nhân vật đủ mọi loại vẻ, với những khung cảnh vừa rộng lớn vừa luôn luôn thay đổi. Về nghệ thuật, Nghìn lẻ một đêm hết sức hoàn chỉnh về kết cấu, bất ngờ trong việc dẫn dắt mạch truyện, phức tạp nhưng rất chặt chẽ trong các tình tiết và cũng rất điêu luyện trong việc sử dụng ngôn ngữ, mặc dù có một số truyện qua tay nhiều người, được nhiều thế hệ ghi chép nên đã ít nhiều bị pha tạp hoặc bị hiện đại hóa.

## Nhận xét, đánh giá
Đề tựa bản dịch tiếng Nga xuất bản năm 1929 Lêningrát, Macxim Gorki viết:
| “              | Trong số các di tích tuyệt diệu của sáng tác truyền khẩu dân gian, các truyện cổ tích của nàng Sheherazade là di tích đồ sộ nhất. Những truyện cổ tích này thể hiện tới mức hoàn hảo kỳ diệu, xu hướng của nhân dân lao động muốn buông mình theo phép nhiệm màu của những ảo giác êm đẹp, thep sự kết hợp phóng khoáng của từ ngữ thể hiện sức mạnh vũ bão của trí tưởng tượng hoa mỹ của các dân tộc phương Đông-người A Rập, người Ba Tư, người Ấn Độ. Công trình dệt gấm bằng từ ngữ này xuất hiện từ thời tối cổ, những sợi tơ muôn màu của nó lan khắp bốn phương, phủ lên Trái Đất một tấm thảm từ ngữ đẹp lạ lùng. | ” |
| — MACXIM GORKI | |   |

Nghìn lẻ một đêm không chỉ là một tập truyện cổ tích, đó là cả một thế giới. Thế giới người A Rập trong cuộc đời thực tại cũng như trong cảnh thần tiên ma quái, thế giới của đạo Hồi từ khi có sử thành văn và đạo Hồi qua các truyền thuyết dân gian. Người A Rập vẫn cho pho sách này là một tấm gương vĩ đại ai nấy có thể nhìn vào đấy mà suy ngẫm, mà soi xét bản thân mình.
Lời nói đầu trong nguyên bản viết:
| “ | Chuyện người xưa là bài học cho đời nay và ca ngợi: "Vinh quang thay cho những ai đã góp chuyện người đời xưa để làm bài học dạy cho người đời nay! Chính từ trong những bài học ấy, nay xin kể chuyện Nghìn lẻ một đêm với tất cả những điều màu nhiệm và những châm ngôn chứa đựng trong đó". | ” |

Các truyện trong Nghìn lẻ một đêm rất phong phú và đa dạng. Lúc chuyện xảy ra trong thế giới thần tiên, lúc ở nơi đầu đường xó chợ. Về tôn giáo, có những người theo đạo Hồi, có những người theo đạo Thiên Chúa, đạo Do Thái, lại có những người thờ thần lửa...Về không gian, các chuyện xảy ra những nơi ngày nay được ghi trên bản đồ là Ấn Độ, Sri Lanka, Liên Xô, Trung Quốc, Jordan và Iran và trước hết là Tây Á, Bắc Phi, Ai Cập, Iraq, Syria...Tóm lại, khung cảnh rất rộng lớn, chủ đề thật đa dạng, tình tiết hết sức bất ngờ, ngôn ngữ vô cùng phong phú, nhân vật rất thực và cũng rất hư. Quả khó có cách nào diễn tả cho gãy gọn nếu ta không trở lại mượn hình tượng Gorki đã dùng:"những sợi tơ muôn màu lan khắp bốn phương, một tấm thảm từ ngữ đẹp lạ lùng phủ trên mặt đất."

## Một số điểm đặc biệt
Những câu truyện nổi tiếng nhất của Sheherazade là Aladdin và cây đèn thần, thủy thủ Sinbad, Ali Baba và bốn mươi tên cướp, tuy vậy, thực tế thì Aladdin và cây đèn thần cùng với Ali Baba và bốn mươi tên cướp chỉ được đưa vào lúc thế kỷ 18 bởi Antoine Galland, một nhà đông phương học người Pháp, người cho rằng mình đã từng nghe kể về chúng ở Aleppo, Syria. Nhiều câu truyện kể về jinn, phù thủy và những nơi huyền thoại, thường được đặt lẫn với người và vùng địa lý thật.
Một đặc điểm nổi bật và xuyên suốt của Nghìn lẻ một đêm là cách dừng câu chuyện lại giữa chừng, báo trước sẽ hạ hồi phân giải, câu chuyện này được lồng vào câu chuyện khác, cũng có khi là tác giả tập trung nhiều nhân vật có tính chất khác nhau lại với nhau, rồi tạo nên tình huống buộc mỗi người phải kể một chuyện về chính mình. Và cách này, truyện muốn kết thúc đâu cũng được, hoặc muốn kéo dài bao nhiêu cũng là hợp lý. Đặc điểm ấy xuất phát từ một sự cần thiết sống còn: nàng Sheherazade phải ngừng câu chuyện của mình vào lúc trời sáng, đoạn hay nhất, hoặc hứa hẹn một câu chuyện khác sẽ còn hấp dẫn hơn nữa; nếu không tên bạo chúa Shahriyar sẽ thi hành quyết định của hắn và người kể chuyện sẽ không thể sống tới ngày hôm sau. Đó cũng là nghệ thuật độc đáo của người kể chuyện rong nhằm thu hút sự chú ý của thính giả, sao cho những người nghe không chán, không mệt, không bỏ ra về giữa chừng, và tối hôm sau sẽ còn nghe đông hơn hôm trước.
Những lúc nàng Sheherazade ngừng lại và nói: "Tiếc thay trời đã sáng rồi mà phần còn lại là đoạn hay nhất trong câu truyện..." hoặc "những truyện vừa rồi hay thật đấy nhưng không thể nào so sánh được chuyện bệ hạ sắp nghe đây..." chính là lúc người kể chuyện thưa với thính giả đang chăm chú: "Đêm đã khuya lắm rồi xin cho phép dừng lại đây, đêm mai tôi xin kể nốt hầu quý vị...". Lối ngắt chuyện này có những bản ghi thành văn ghi tóm tắt: "Muốn biết sự thể thế nào, xin xem hồi sau sẽ rõ" (như trong các tiểu thuyết chương hồi của Trung Quốc).

## Những câu chuyện chính
Sheherazade đã kể cho nhà vua Shahryar nhiều câu chuyện nhỏ đan xen, móc xích vào nhau.
Bản dịch của Phan Quang gồm các truyện sau:
1. Nhà buôn và thần linh.
2. Chuyện cụ già thứ nhất và con hươu cái.
3. Chuyện cụ già thứ hai và hai con chó đen.
4. Chuyện người đánh cá.
5. Chuyện vua Hy Lạp và thầy thuốc Duban/Douban.
6. Chuyện người chồng và con vẹt.
7. Chuyện quan đại thần bị trừng phạt.
8. Chuyện nhà vua của các nước Đảo Đen.
9. Chuyện ba khất sĩ con vua và năm thiếu phụ ở Baghdad.
10. Chuyện khất sĩ thứ nhất - con vua.
11. Chuyện khất sĩ thứ hai - con vua.
12. Chuyện khất sĩ thứ ba - con vua.
13. Chuyện kẻ ghen ghét và người bị ghen ghét.
14. Chuyện nàng Zobeide.
15. Chuyện nàng Amine.
16. Chuyện nhà đi biển Sinbad.
17. Chuyến đi biển đầu tiên của Sinbad.
18. Chuyến đi biển thứ hai của Sinbad.
19. Chuyến đi biển thứ ba của Sinbad.
20. Chuyến đi biển thứ tư của Sinbad.
21. Chuyến đi biển thứ năm của Sinbad.
22. Chuyến đi biển thứ sáu của Sinbad.
23. Chuyến đi biển thứ bảy và cũng là chuyến đi biển cuối cùng của Sinbad.
24. Chuyện ba quả táo.
25. Chuyện người đàn bà bị thảm sát và ông chồng trẻ.
26. Chuyện Noureddin Ali và cậu con trai Bedreddin Hassan.
27. Chuyện chú gù.
28. Chuyện người buôn Thiên Chúa giáo kể.
29. Chuyện người tiếp phẩm của vua xứ Kashgar kể.
30. Chuyện viên thầy lang Do Thái kể.
31. Chuyện gã thợ may kể.
32. Chuyện người thợ cạo.
33. Chuyện người anh cả của lão thợ cạo.
34. Chuyện người anh hai của lão thợ cạo.
35. Chuyện người anh ba của lão thợ cạo.
36. Chuyện người anh tư của lão thợ cạo.
37. Chuyện người anh năm của lão thợ cạo.
38. Chuyện người anh sáu của lão thợ cạo.
39. Chuyện Abu Hassan Ali Ep Beca và ái phi của Khalid.
40. Thiên tình sử của Camaralzaman - hoàng tử đảo Những đứa con của Khaledan, với Baddure - công chúa Trung Quốc
41. Noureddin và người đẹp Ba Tư.
42. Chuyện Bêđe - hoàng tử Ba Tư và Giauha - công chúa con vua thủy tề.
43. Chuyện chàng Ghanim - con trai Abu Aibu, kẻ nô lệ của tình yêu.
44. Chuyện hoàng tử Zein Alsamn và chúa tể các thần linh.
45. Chuyện Codadad và bốn mươi chín hoàng tử.
46. Chuyện nàng công chúa Daryabar.
47. Chuyện người ngủ mê thức dậy.
48. Aladdin và cây đèn thần.
49. Chuyện những chuyến vi hành của Haroun Al Rashid.
50. Chuyện lão mù Baba Abdalls
51. Chuyện Sidi Nu'uman.
52. Chuyện thương gia Hassan - thợ bện thừng.
53. Ali Baba và bốn mươi tên cướp.
54. Chuyện Ali Cogia - nhà buôn thành Baghdad.
55. Chuyện con ngựa thần kỳ.
56. Chuyện hoàng tử Ahmed và nàng tiên Pari-Banou.
57. Chuyện hai người chị ganh tị với cô em út.

## Nhân vật

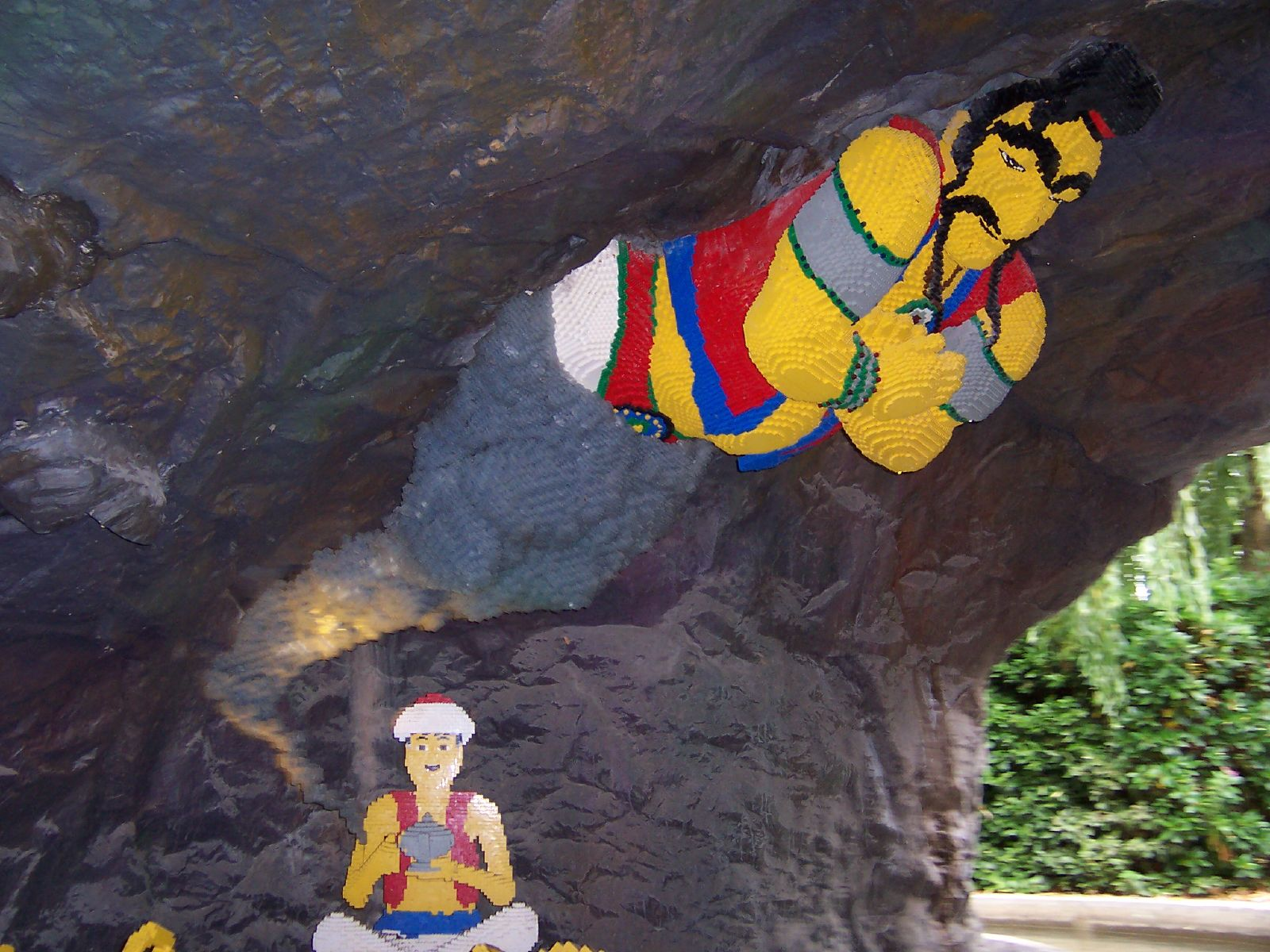
Aladdin và cây đèn thần.
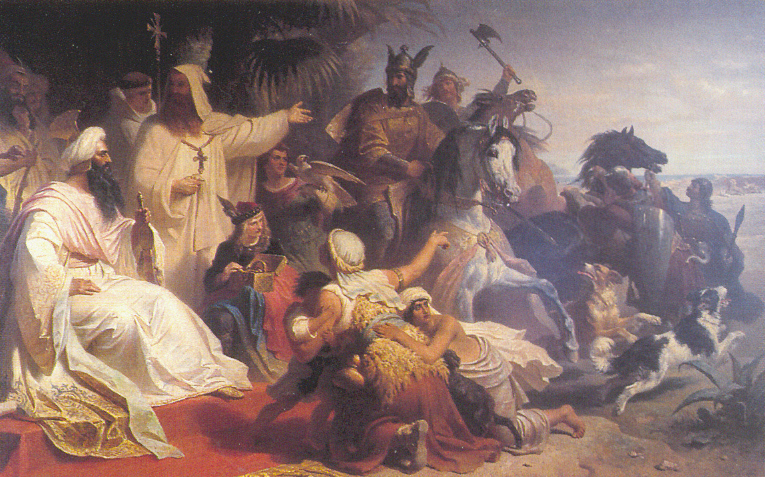
Đức vua Harun al-Rashid.
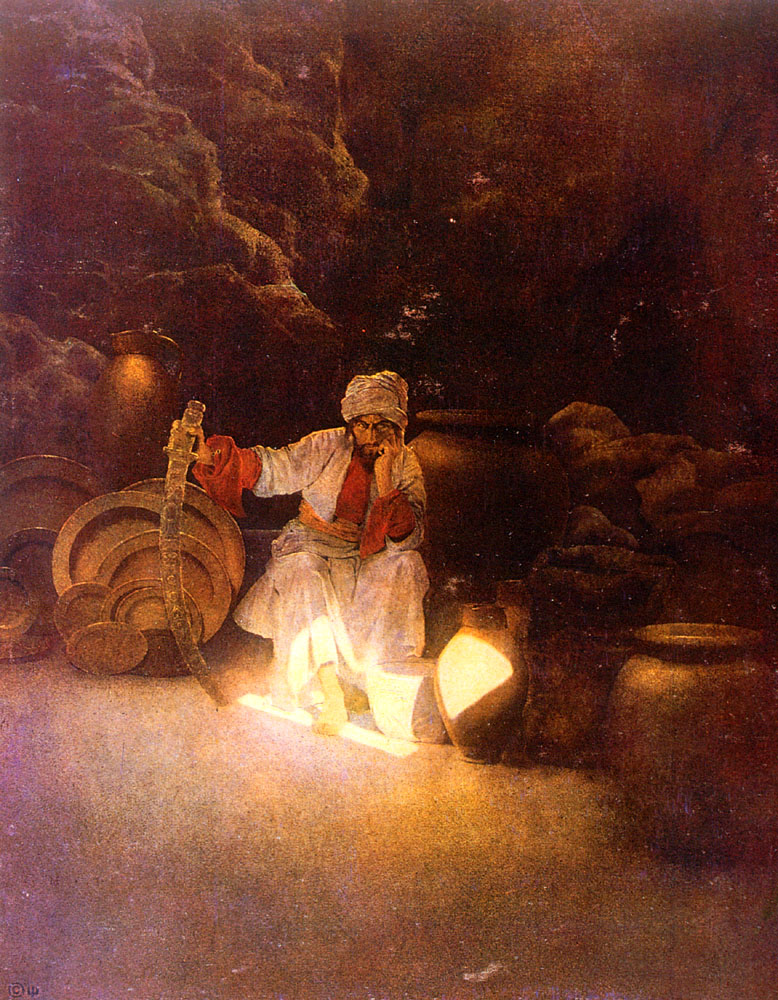
Ali Baba.
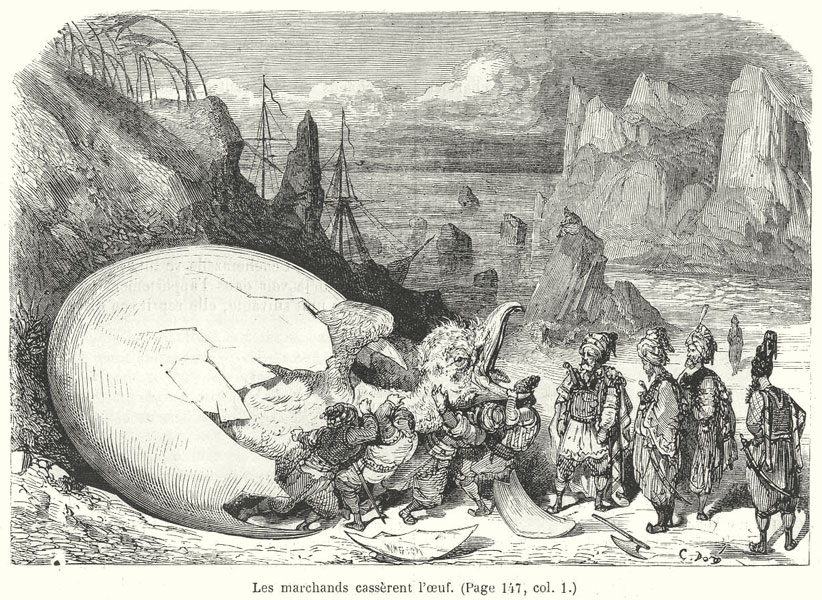
Thủy thủ Sinbad
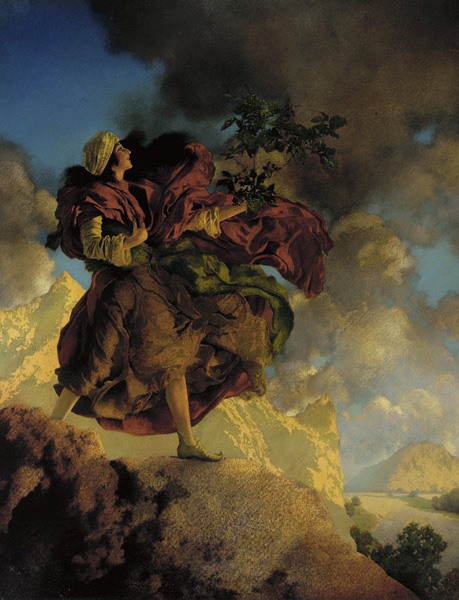
Công chúa Parizade

## Ảnh hưởng lên văn hóa thế giới
Nghìn lẻ một đêm có tầm ảnh hưởng to lớn lên nền văn học thế giới. Bao nhà văn đã ám chỉ đến Nghìn lẻ một đêm trong tác phẩm của họ hoặc chịu ảnh hưởng từ tác phẩm này. Trong số đó có Henry Fielding, Naguib Mahfouz, John Barth, Jorge Luis Borges, Salman Rushdie, Johann Wolfgang von Goethe, Walter Scott, William Makepeace Thackeray, Wilkie Collins, Elizabeth Gaskell, Charles Nodier, Gustave Flaubert, Marcel Schwob, Stendhal, Alexandre Dumas, Gérard de Nerval, Arthur de Gobineau, Aleksandr Sergeyevich Pushkin, Lev Nikolayevich Tolstoy, Hugo von Hofmannsthal, Arthur Conan Doyle, William Butler Yeats, H. G. Wells, Constantine P. Cavafy, Italo Calvino, Georges Perec, H. P. Lovecraft, Marcel Proust, A. S. Byatt và Angela Carter.
Nhiều nhân vật trong tập truyện đã trở thành biểu tượng trong văn hóa phương Tây, chẳng hạn Aladdin, Sinbad và Ali Baba. Một số yếu tố trong thần thoại Ả Rập và thần thoại Ba Tư đã trở nên phổ biến trong những truyện kỳ ảo hiện đại, chẳng hạn thần đèn, thảm thần, đèn thần,... Một ví dụ về sự phổ biến của các yếu tố này là khi tác giả L. Frank Baum đề xuất viết một câu chuyện kỳ ảo hiện đại trong đó từ bỏ mọi yếu tố rập khuôn thì những thứ khuôn mẫu mà theo ông cần bỏ là thần đèn, chú lùn và nàng tiên.
Năm 1982, Liên minh Thiên văn học Quốc tế (IAU) bắt đầu dùng tên các nhân vật và nơi chốn trong tập truyện (theo bản dịch của Burton) để đặt tên cho nhiều đối tượng địa lý trên vệ tinh Enceladus của Sao Thổ. do "bề mặt vệ tinh này quá kỳ lạ và bí ẩn như những đêm Ả Rập".

### Trong văn hóa Ả Rập
Có ít bằng chứng cho thấy trong quá khứ Nghìn lẻ một đêm đã được thế giới Ả Rập trân quý. Nó ít được nhắc đến trong danh sách các tác phẩm văn học phổ biến và có rất ít bản thảo trước thế kỷ 18 còn sót lại. Trong thế giới Ả Rập thời Trung cổ, truyện giả tưởng có địa vị văn hóa thấp hơn so với thơ. Người ta xem tập truyện này là thứ khurafa (truyện không chắc có thực chỉ dành cho phụ nữ và trẻ em giải trí). Theo Robert Irwin, "Ngay cả thời nay, trừ một số nhà văn và viện sĩ, Nghìn lẻ một đêm vẫn còn bị khinh bỉ trong thế giới Ả Rập. Những mẩu truyện này bị xem là thông tục, không chắc có thực, ấu trĩ và được viết rất tệ hại". Tuy nhiên, Nghìn lẻ một đêm vẫn là nguồn cảm hứng cho một số nhà văn hiện đại người Ai Cập, chẳng hạn Tawfiq al-Hakim (tác giả của vở kịch tượng trưng nhan đề Shahrazad, 1934), Taha Hussein (tác giả của Scheherazade's Dreams, 1943) và Naguib Mahfouz (tác giả của Những ngày và đêm Ả Rập, 1981).

### Các ảnh hưởng ban đầu lên văn học châu Âu
Mặc dù bản dịch Nghìn lẻ một đêm ra ngôn ngữ nào đó ở châu Âu chỉ mới xuất hiện từ 1704 nhưng có khả năng tập truyện đã ảnh hưởng lên văn hóa phương Tây từ sớm hơn thế rất nhiều. Các nhà văn Kitô giáo ở Tây Ban Nha thời Trung cổ đã dịch thuật nhiều tác phẩm từ tiếng Ả Rập, chủ yếu có nội dung về triết học và toán học, nhưng vẫn có truyện giả tưởng Ả Rập. Bằng chứng cho điều này là tập truyện El Conde Lucanor của Juan Manuel và Cuốn sách của quái thú của Ramón Llull. Chủ đề và mô típ kể chuyện song song của Nghìn lẻ một đêm có trong tác phẩm Truyện cổ Canterbury  của Chaucer và Mười ngày của Boccaccio. Có bằng chứng cho thấy tập truyện đã lan truyền đến vùng Balkkans; bản dịch bằng tiếng România cũng có từ trước thế kỷ 17 dựa trên bản tiếng Hy Lạp.

### Văn học phương Tây từ thế kỷ 18
Tập truyện Nghìn lẻ một đêm hiện đại bắt nguồn từ bản dịch của Antoine Galland (năm 1704). Thành công tức thì đến với bản dịch của Galland có lẽ là vì nó ra mắt đúng lúc diễn ra phong trào đọc contes de fées (tạm dịch: "truyện cổ tích") - khởi đầu từ Histoire d'Hypolite của Madame d'Aulnoy vào năm 1690. Cuốn sách của d'Aulnoy có kết cấu rất giống với tác phẩm Nghìn lẻ một đêm và cũng được dẫn dắt bởi một người nữ. Thành công của Nghìn lẻ một đêm lan tỏa khắp Âu châu. Cuối thế kỷ 18, nó đã được dịch từ tiếng Pháp sang tiếng Anh, tiếng Đức, tiếng Ý, tiếng Hà Lan, tiếng Đan Mạch, tiếng Nga, tiếng Flemish và tiếng Yiddish. Bản truyện của Galland cũng kích thích một dòng thác truyện nhái, khi một số nhà văn Pháp bắt đầu nhái phong cách và bịa đặt một cách gượng gạo, hời hợt trên nền bối cảnh phương Đông. Một số ví dụ về truyện loại này là Les quatre Facardins (1730) của Anthony Hamilton, Le sopha (1742) của Crébillon và Les bijoux indiscrets (1748) của Diderot. Các tác phẩm này thường chứa đựng những sự ám chỉ đầy úp mở về xã hội Pháp đương thời.
Nghìn lẻ một đêm cũng là tác phẩm yêu thích của nhiều tác giả Anh thời Lãng mạn và Victoria. Theo A. S. Byatt, "Trong nền thi ca Lãng mạn Anh, Nghìn lẻ một đêm là điều tuyệt vời đối nghịch với thứ trần tục, là thứ giàu tính tưởng tượng đối nghịch với sự buồn tẻ và ngày một phi lý." Wordsworth và Tennyson còn nhắc về tập truyện trong những bài thơ của họ. Không khí của Nghìn lẻ một đêm được Charles Dickens mang vào đoạn mở đầu tiểu thuyết cuối cùng The Mystery of Edwin Drood (1870).
Một số nhà văn còn cố gắng viết "Nghìn lẻ hai đêm", chẳng hạn Théophile Gautier (La mille deuxième nuit, 1842), Joseph Roth (Die Geschichte von der 1002. Nacht, 1939). và Edgar Allan Poe. Poe có tác phẩm "The Thousand and Second Tale of Scheherazade" (1845), trong đó mô tả thêm chuyến đi thứ tám cũng là cuối cùng của Sinbad. Truyện này kết thúc bằng việc nhà vua xử tử Scheherazade.
Một số tác giả hiện đại chịu ảnh hưởng của Nghìn lẻ một đêm là James Joyce, Marcel Proust, Jorge Luis Borges và John Barth.

### Điện ảnh
Những câu chuyện từ Nghìn lẻ một đêm từ lâu đã trở thành đề tài quen thuộc của các bộ phim, khởi đầu từ Le Palais des Mille et une nuits (1905) của Georges Méliès. Phim được biết đến nhiều nhất là phim hoạt hình Aladdin (1992) của Công ty Walt Disney. Robert Irwin cho rằng The Thief of Bagdad (bản 1924), The Thief of Bagdad (bản 1940) và Arabian Nights (1974) nằm trong số "những tuyệt tác của điện ảnh thế giới". Michael James Lundell gọi phim Il fiore là bản chuyển thể trung thành nhất với nguyên tác của Nghìn lẻ một đêm (nhấn mạnh mặt gợi dục trong truyện).

### Âm nhạc
Nghìn lẻ một đêm đã ảnh hưởng đến các tác phẩm âm nhạc của:
- François-Adrien Boieldieu: Le calife de Bagdad (1800)
- Carl Maria von Weber: Abu Hassan (1811)
- Luigi Cherubini: Ali Baba (1833)
- Peter Cornelius: Der Barbier von Bagdad (1858)
- Ernest Reyer: La statue (1861)
- C. F. E. Horneman (1840–1906), Aladdin (overture), 1864
- Nikolai Rimsky-Korsakov: Scheherazade Op. 35 (1888) [23]
- Dikran Tchouhadjian (1837-1898), Zemire (1891)
- Henri Rabaud: Mârouf, savetier du Caire (1914)
- Carl Nielsen, Aladdin Suite (1918–1919)
- Renaissance: Scheherazade and Other Stories (1975)
- Fikret Amirov: Arabian Nights (Ballet, 1979)
- Ezequiel Viñao, La Noche de las Noches (1990)
- Carl Davis, Aladdin
- Kamelot, Nights of Arabia (1999)
- Sarah Brightman, Harem and Arabian Nights (2003)
- Ch!pz, "1001 Arabian Nights" (2004)
- Nightwish, Sahara (2007)
- Abney Park (band), Scheherazade (2013)

### Sách
- Byatt, Antonia Susan (2001). On Histories and Stories: Selected Essays. Harvard University Press. ISBN 9780674004511.
- Irwin, Robert (2005). The Arabian Nights: A Companion. Tauris Parke. ISBN 9781860649837.
- Reynolds, Dwight (2006). "A Thousand and One Nights: a history of the text and its reception". The Cambridge History of Arabic Literature, Vol. 6: Arabic Literature in the Post-Classical Period. Cambridge University Press. ISBN 9780521771603.
- Thurber, James (1984). "The Wizard of Chitenango". Trong Robert H. Boyer; Kenneth J. Zahorski (biên tập). Fantasists on Fantasy: A collection of Critical Reflections by Eighteen Masters of the Art. New York: Avon Books. ISBN 0-380-86553-X.{{Chú thích sách}}:  Quản lý CS1: nhiều tên: danh sách biên tập viên (liên kết)